# 吕特巴克
吕特巴克（法語：Lutterbach，法語發音：[lytəʁbak] ⓘ），法国东北部城市，大东部大区上莱茵省的一个市镇，隶属于米卢斯区，其市镇面积为8.56平方公里，2022年1月1日时人口数量为6,755人，在法国城市中排名第1,750位。
吕特巴克位于上莱茵省中南部，米卢斯市区西北部，多莱尔河畔，是米卢斯的一个近郊卫星城。A36高速公路和国道N66线在吕特巴克境内交汇，多条有轨电车及公交线路可连接米卢斯市区。

## 地名来源
“Lutterbach”一名最初于公元728年以“Luerbach”的形式被记载，其中“Lutter”可能出自高卢语单词“lautron”，意为“池塘”。在1801年以前，当地的官方名称拼写为“Louterbach”。
吕特巴克所处区域历史上通行阿尔萨斯语，“Lutterbach”对应的阿尔萨斯语拼写为“Lütterbàch”，其对应的读音为“[ˈlyd̥ʁˌbax]”。1871至1918年间，吕特巴克被德意志帝国统治，当地官方使用与“Lutterbach”相同拼写的德语官方名称。
此外，因翻译标准不同，“Lutterbach”在部分汉语资料中被译为吕泰巴克。

## 历史

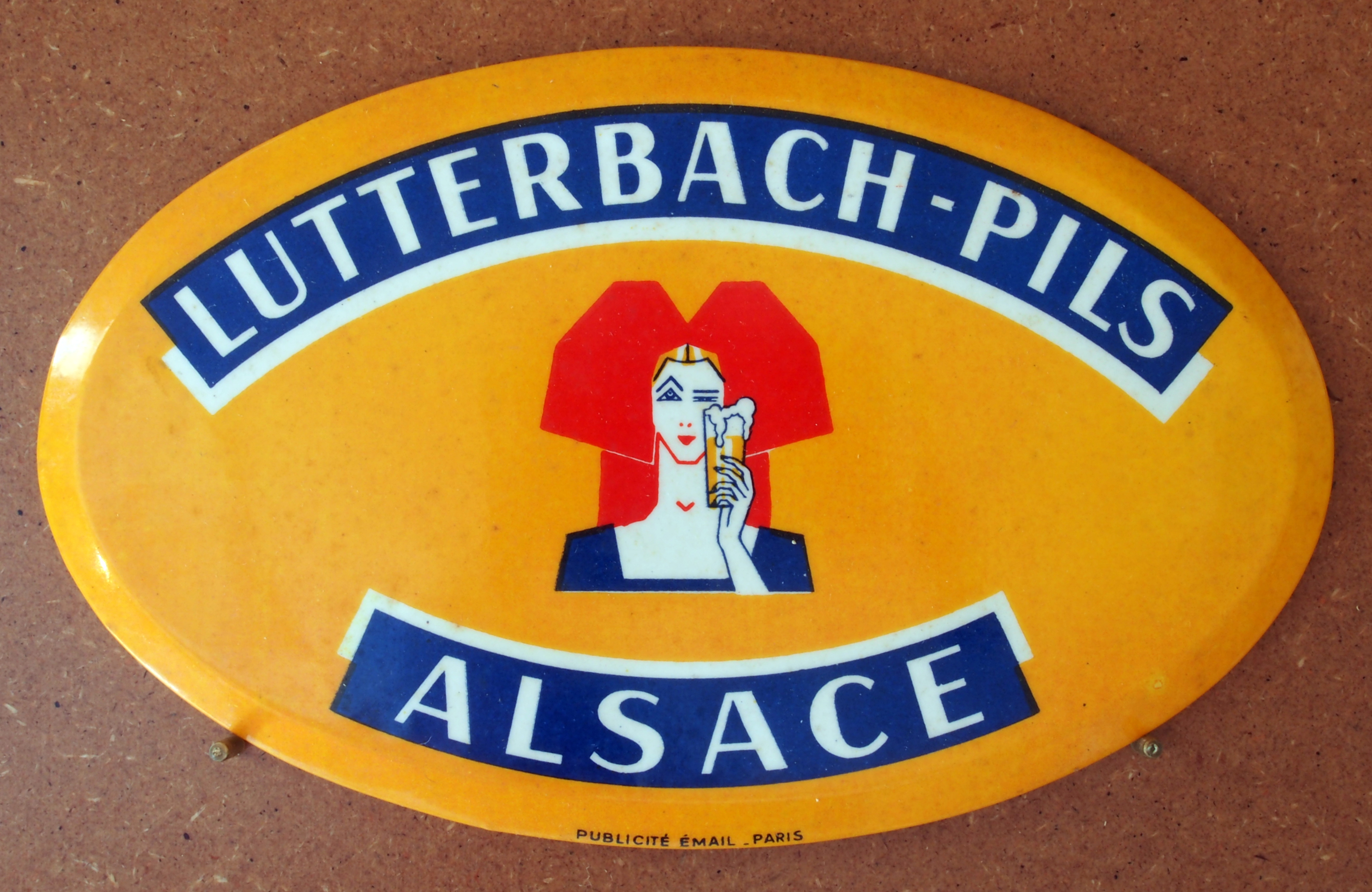
吕特巴克啤酒

吕特巴克的早期历史尚不清楚，当地地方文化爱好者于1985年创建了“吕特巴克历史协会”（Association d'Histoire de Lutterbach）。根据该协会网站的论述，吕特巴克最初于公元735年被提及，后当地出现了一处教堂。三十年战争期间，吕特巴克曾遭到破坏。法国大革命后，吕特巴克成为上莱茵省的一个市镇，隶属于阿尔特基什区。与吕特巴克接壤的米卢斯共和国于1798年根据公投加入法国。工业革命期间，吕特巴克—克吕特铁路陆续分段建成通车，吕特巴克境内曾建成同名啤酒厂。普法战争结束后，吕特巴克及其所处的阿尔萨斯-洛林地区被划入德意志帝国，并被划入新设立的米尔豪森县。一战结束后，阿尔萨斯-洛林地区根据《凡尔赛条约》重归法国，吕特巴克改属米卢斯区。1944年底，驻扎于吕特巴克的残余纳粹德军与法国军队在此展开了长达九周的拉锯战，其间当地大批居民被迫外迁。自20世纪以来，得益于米卢斯的城市扩张，吕特巴克的人口数量逐年增加。连接米卢斯和吕特巴克之间的有轨电车三号线于2009年开通。2021年10月，吕特巴克监狱建成。

## 地理

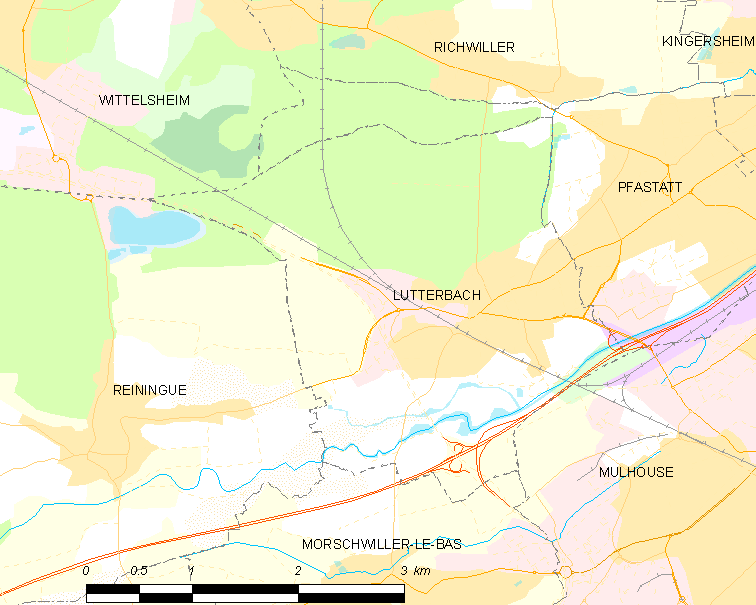
吕特巴克市镇范围地图

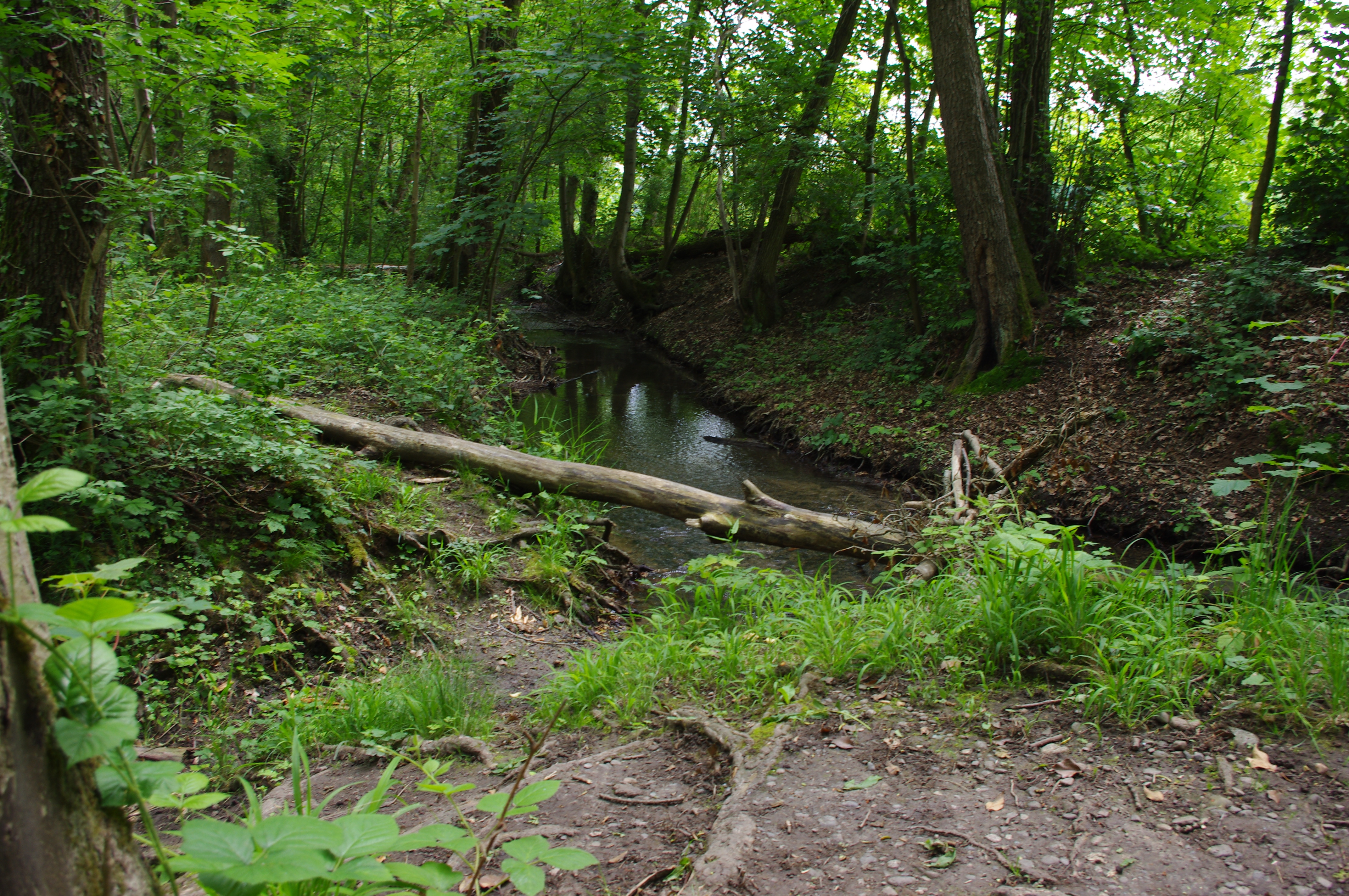
吕特巴克境内的农南布鲁赫森林

吕特巴克位于法国东北部，大东部大区东南部和上莱茵省中南部，距离省会科尔马大约45公里。与吕特巴克接壤的市镇包括：维特尔赛姆、法斯塔特、雷南格、下莫什维莱尔和米卢斯。

### 地形
吕特巴克位于阿尔萨斯平原南部腹地，境内以平原为主，市镇中心地势较为平坦，全境海拔在244到272米之间。

### 水文
吕特巴克位于莱茵河流域范围内，多莱尔河自西向东流经市镇南部。

### 植被
吕特巴克属于温带阔叶混交林区，镇中心的布拉斯里公园（Parc de la Brasserie）是当地主要的城市绿地，农南布鲁赫森林的部分区域为吕特巴克的管辖范围内。
在鲜花城市的评比中，吕特巴克被评为2星级鲜花城市。

### 气候
吕特巴克在柯本气候分类法中属于温带海洋性气候（Cfb）。
距离吕特巴克最近的常年气象站位于米卢斯境内，以下为该气象站的数据（其中日照数据取自圣路易气象站）：
| 米卢斯 1981年－2019年 | 米卢斯 1981年－2019年 | 米卢斯 1981年－2019年 | 米卢斯 1981年－2019年 | 米卢斯 1981年－2019年 | 米卢斯 1981年－2019年 | 米卢斯 1981年－2019年 | 米卢斯 1981年－2019年 | 米卢斯 1981年－2019年 | 米卢斯 1981年－2019年 | 米卢斯 1981年－2019年 | 米卢斯 1981年－2019年 | 米卢斯 1981年－2019年 | 米卢斯 1981年－2019年 |
| 月份                  | 1月                   | 2月                   | 3月                   | 4月                   | 5月                   | 6月                   | 7月                   | 8月                   | 9月                   | 10月                  | 11月                  | 12月                  | 全年                  |
| --------------------- | --------------------- | --------------------- | --------------------- | --------------------- | --------------------- | --------------------- | --------------------- | --------------------- | --------------------- | --------------------- | --------------------- | --------------------- | --------------------- |
| 历史最高温 °C（°F）   | 18.3 (64.9)           | 21.9 (71.4)           | 26.1 (79.0)           | 30 (86)               | 33.3 (91.9)           | 37.6 (99.7)           | 38.9 (102.0)          | 39.4 (102.9)          | 34.1 (93.4)           | 29.6 (85.3)           | 24.3 (75.7)           | 19.9 (67.8)           | 39.4 (102.9)          |
| 平均高温 °C（°F）     | 4.6 (40.3)            | 6.6 (43.9)            | 11.5 (52.7)           | 15.6 (60.1)           | 20.2 (68.4)           | 23.6 (74.5)           | 26 (79)               | 25.7 (78.3)           | 21.1 (70.0)           | 15.7 (60.3)           | 9 (48)                | 5.4 (41.7)            | 15.4 (59.7)           |
| 日均气温 °C（°F）     | 1.7 (35.1)            | 2.8 (37.0)            | 6.7 (44.1)            | 10.1 (50.2)           | 14.6 (58.3)           | 17.9 (64.2)           | 20 (68)               | 19.6 (67.3)           | 15.7 (60.3)           | 11.2 (52.2)           | 5.7 (42.3)            | 2.7 (36.9)            | 10.7 (51.3)           |
| 平均低温 °C（°F）     | −1.2 (29.8)           | −0.9 (30.4)           | 2 (36)                | 4.7 (40.5)            | 9.1 (48.4)            | 12.1 (53.8)           | 14 (57)               | 13.5 (56.3)           | 10.3 (50.5)           | 6.7 (44.1)            | 2.3 (36.1)            | 0 (32)                | 6.1 (43.0)            |
| 历史最低温 °C（°F）   | −20.2 (−4.4)          | −21.5 (−6.7)          | −17.2 (1.0)           | −6.3 (20.7)           | −3.1 (26.4)           | 0.9 (33.6)            | 4.3 (39.7)            | 4 (39)                | −0.6 (30.9)           | −6.7 (19.9)           | −13.4 (7.9)           | −19 (−2)              | −21.5 (−6.7)          |
| 平均降水量 mm（）     | 60.8 (2.39)           | 52.8 (2.08)           | 56.2 (2.21)           | 52.4 (2.06)           | 80.3 (3.16)           | 70.2 (2.76)           | 68.5 (2.70)           | 64.1 (2.52)           | 70.5 (2.78)           | 75.1 (2.96)           | 57.2 (2.25)           | 80.6 (3.17)           | 788.7 (31.05)         |
| 月均日照時數          | 74                    | 94.1                  | 138.1                 | 176.1                 | 200.1                 | 226                   | 241.3                 | 227.7                 | 164.3                 | 118.5                 | 67.8                  | 55.1                  | 1,783.1               |
| 来源：infoclimat      |                       |                       |                       |                       |                       |                       |                       |                       |                       |                       |                       |                       |                       |

## 行政区划
吕特巴克的市镇编号为68195，邮政编号为68460。
在行政管理方面，吕特巴克隶属于法国大东部大区上莱茵省米卢斯区；在地方选举方面，吕特巴克隶属于京格赛姆县，其市镇范围全境被划入上莱茵省第六选区；在社会管理方面，吕特巴克是米卢斯阿尔萨斯城市圈公共社区的组成部分。
截至2023年12月，吕特巴克市镇范围内暂无任何城市敏感街区及城市政策优先街区。
法国国家统计与经济研究所（简称）在进行数据统计时，将吕特巴克及相邻的另外19个市镇设为米卢斯城市核心区，并将包括核心区在内的周边共60个市镇划为米卢斯城市区。自2020年起，米卢斯城市区被包含132个市镇的米卢斯城市辐射区代替。此外，还将吕特巴克市镇分为了2个“块区”（IRIS），以便于统计人口分布情况。

## 交通

### 公路
A36高速公路和法国国道N66线在吕特巴克南部交汇，另有上莱茵省省道D20线和D66线经过吕特巴克境内。
2020年，83.2%的吕特巴克家庭拥有至少一辆私人汽车。2021年，吕特巴克境内共发生各类交通事故2起，造成2人受伤，其中2人重伤。
| 17 | 1.2 |

| 科尔马 | 45 |

| 米卢斯 | 5.5 |

| 坦恩 | 15 |

### 铁路

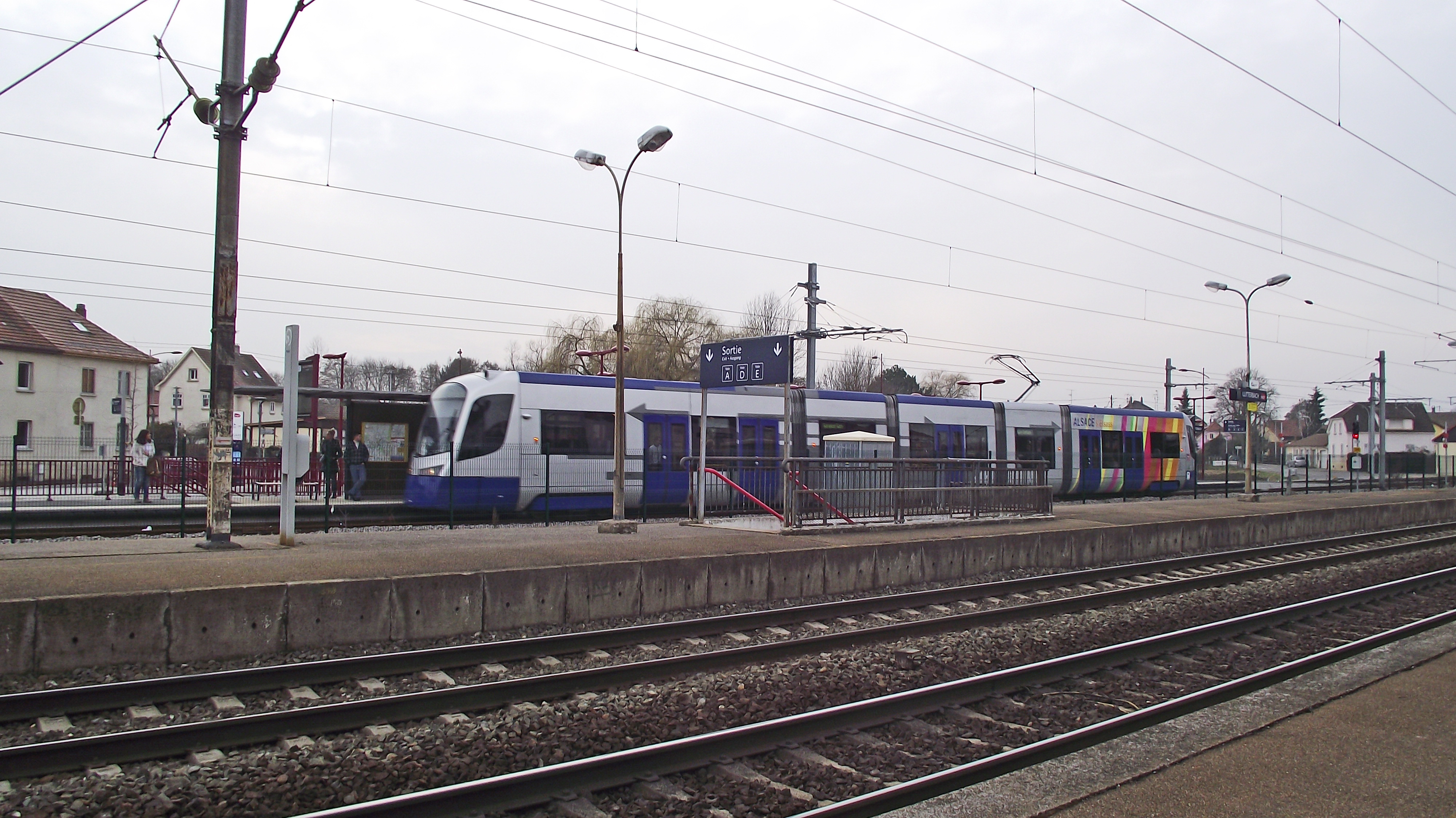
停靠吕特巴克火车站的米卢斯tram-train列车

吕特巴克位于斯特拉斯堡－圣路易铁路和吕特巴克－克吕特铁路的交汇处。吕特巴克站位于市区南部，是一个无人看守的铁路乘降所，该站停靠往返于米卢斯和克吕特一线的区域列车，以及米卢斯Tram-train。

### 航空
吕特巴克距离巴塞尔-米卢斯-弗赖堡欧洲机场的公路里程大约33公里。

### 城市公共交通
吕特巴克是米卢斯城市公共交通（商业名称为“Soléa”）的服务范围，后者为米卢斯阿尔萨斯城市圈公共社区的公共交通系统。截至2023年12月，该系统共包括三条有轨电车线路和数十条公交线路，其中有轨电车3号线、tram-train、公交8路、13路、14路、17路和城际公交50路经过吕特巴克市区并设站。

## 政治

### 市政内阁

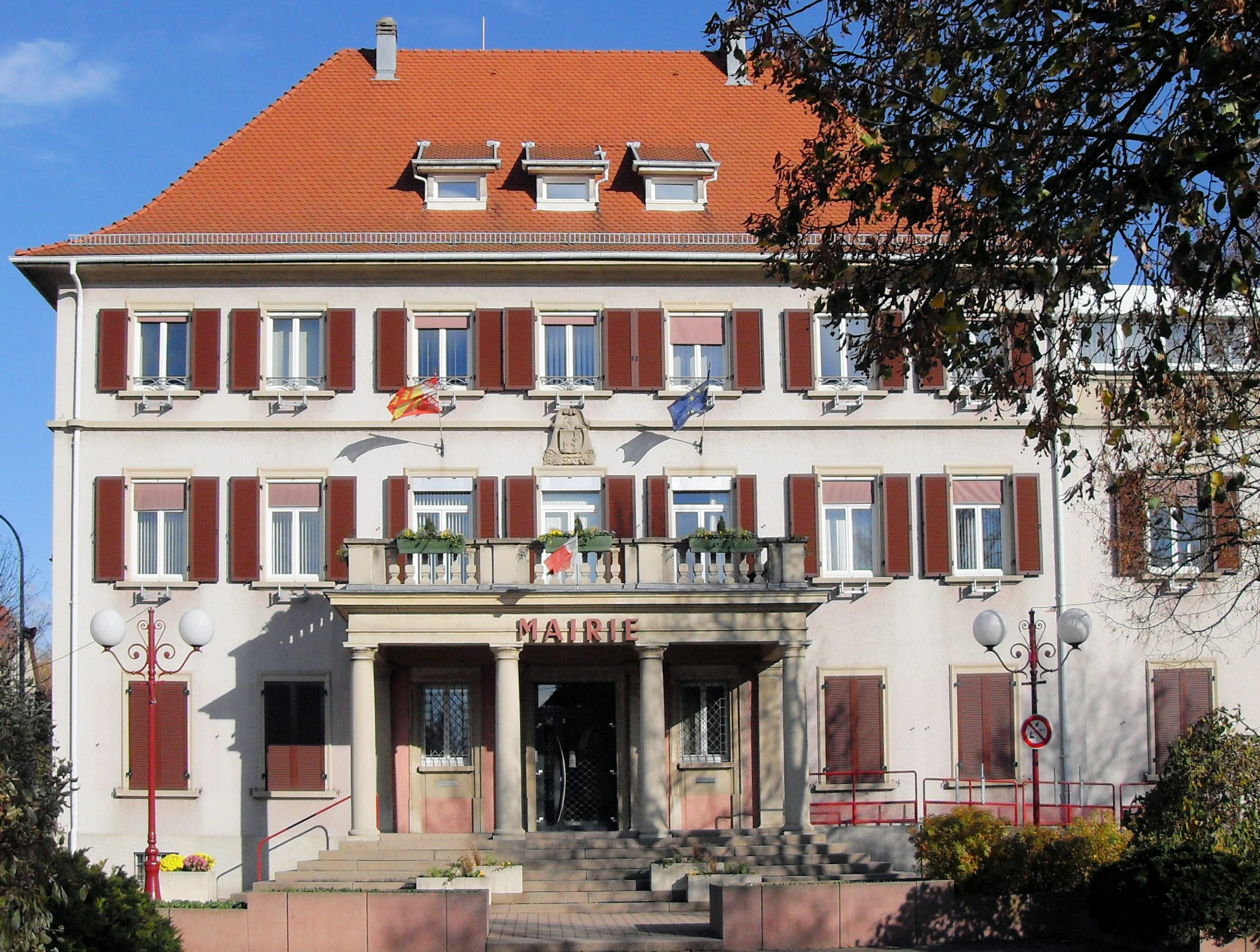
吕特巴克市政厅

吕特巴克的现任市长为雷米·纳曼先生（Rémy NEUMANN），他是欧洲生态－绿党的一名成员，在2020年的市政选举中获得了65.95%的支持率。
| 吕特巴克历届市长 | 吕特巴克历届市长                       | 吕特巴克历届市长                 |
| 任期             | 市长                                   | 党派                             |
| ---------------- | -------------------------------------- | -------------------------------- |
| 1945年－1953年   | Nicolas SICK 尼古拉·西克               | 不详                             |
| 1953年－1977年   | Marcel BAUMGARTNER 马塞尔·包姆加尔特纳 | DVD右翼无党派人士                |
| 1977年－2001年   | Roger WINTERHALTER 罗歇·温特哈尔特     | PSU联合社会党 →DVG左翼无党派人士 |
| 2001年－2014年   | André CLAD 安德烈·克拉                 | UMP人民运动联盟                  |
| 2014年－         | Rémy NEUMANN 雷米·纳曼                 | DVC混杂中间派 →EÉLV欧洲生态-绿党 |

### 各级选举
| 吕特巴克历届投票选举结果 | 吕特巴克历届投票选举结果 | 吕特巴克历届投票选举结果 | 吕特巴克历届投票选举结果 | 吕特巴克历届投票选举结果    | 吕特巴克历届投票选举结果 | 吕特巴克历届投票选举结果 | 吕特巴克历届投票选举结果    | 吕特巴克历届投票选举结果 | 吕特巴克历届投票选举结果 |
| 选举项目                 | 选举范围                 | 选区单位                 | 选区单位内的选举结果     | 选区单位内的选举结果        | 选区单位内的选举结果     | 选区单位内的选举结果     | 选区单位内的选举结果        | 选区单位内的选举结果     | 参考资料                 |
| 选举项目                 | 选举范围                 | 选区单位                 | 第一轮胜出者             | 第一轮胜出者                | 支持率                   | 第二轮胜出者             | 第二轮胜出者                | 支持率                   | 参考资料                 |
| ------------------------ | ------------------------ | ------------------------ | ------------------------ | --------------------------- | ------------------------ | ------------------------ | --------------------------- | ------------------------ | ------------------------ |
| 2017年法國總統選舉       | 法國                     | 市镇                     |                          | 玛丽娜·勒庞                 | 23.99%                   |                          | 埃马纽埃尔·马克龙           | 62.49%                   | [ 24 ]                   |
| 2017年法国立法选举       | 上莱茵省第六选区         | 市镇                     |                          | 布吕诺·福克斯               | 37.57%                   |                          | 布吕诺·福克斯               | 70.69%                   | [ 24 ]                   |
| 2019年欧洲议会选举       | 法國                     | 市镇                     |                          | 若尔丹·巴尔代拉             | 24.34%                   | （不适用）               | （不适用）                  | （不适用）               | [ 26 ]                   |
| 2021年法国省级选举       | 上莱茵省                 | 县                       |                          | 樊尚·哈根巴赫 法比耶娜·泽勒 | 43.57%                   |                          | 樊尚·哈根巴赫 法比耶娜·泽勒 | 69.06%                   | [ 27 ]                   |
| 2021年法国省级选举       | 上莱茵省                 | 市镇                     |                          | 樊尚·哈根巴赫 法比耶娜·泽勒 | 41.64%                   |                          | 樊尚·哈根巴赫 法比耶娜·泽勒 | 70.95%                   | [ 27 ]                   |
| 2021年法国大区选举       | 大東部大區               | 市镇                     |                          | 让·罗特纳                   | 29.93%                   |                          | 让·罗特纳                   | 39%                      | [ 28 ]                   |
| 2022年法国总统选举       | 法國                     | 市镇                     |                          | 埃马纽埃尔·马克龙           | 28.21%                   |                          | 埃马纽埃尔·马克龙           | 56.04%                   | [ 24 ]                   |
| 2022年法国立法选举       | 上莱茵省第六选区         | 市镇                     |                          | 布吕诺·福克斯               | 35.71%                   |                          | 布吕诺·福克斯               | 58.34%                   | [ 24 ]                   |

## 人口
2020年，吕特巴克市镇人口数量为6,237，在法国排名第1,750位。其中男性2,974人，女性3,263人，75岁及以上人口占9.5%，外籍人口数量为316人，人口密度为729人/平方公里，当地居民被称为（男性）或（女性）。2022年，吕特巴克境内出生55人，死亡人口81人。
| 吕特巴克1900年－2020年人口变化情况 |
|                                    |
| 数据来源：Cassini、INSEE           |

## 经济
吕特巴克是米卢斯的一个近郊卫星城。截至2023年12月，吕特巴克市镇范围内共有各类用人单位（包含自雇）956家，平均历史为14年，其中91.33%为中小型企业（PME），2023年10月至12月间，当地的经济活力指数为0.52%。（房屋中介）、（房屋中介）及（房屋中介）是当地2021年营业额最高的三个企业，分别为42,998,297欧元、18,331,339欧元和10,292,654欧元。

## 财政与居民收入
2021年，吕特巴克的财政收入总额为5,621,250欧元，财政支出总额为4,835,920欧元，当年的债务总额为8,626,060欧元。2021年，吕特巴克市镇通过增值税获得107,440欧元的收入，此外当地还共获得了161,950欧元的国家直接财政补助。
2019年，吕特巴克的人均月收入总额为2,269欧元，其中高级职员为3,693欧元，低于法国平均水平（4,230欧元）；中级职员为2,418欧元，高于法国平均水平（2,411欧元）；普通职员为1,782欧元，高于法国平均水平（1,740欧元）。
2020年，吕特巴克境内的贫困率为13%，青壮年（15至64岁）失业率为12.9%；2022年，当地48.2%的家庭拥有纳税资格，平均纳税3,623欧元，低于法国平均水平（4,393欧元）。

## 社会事务

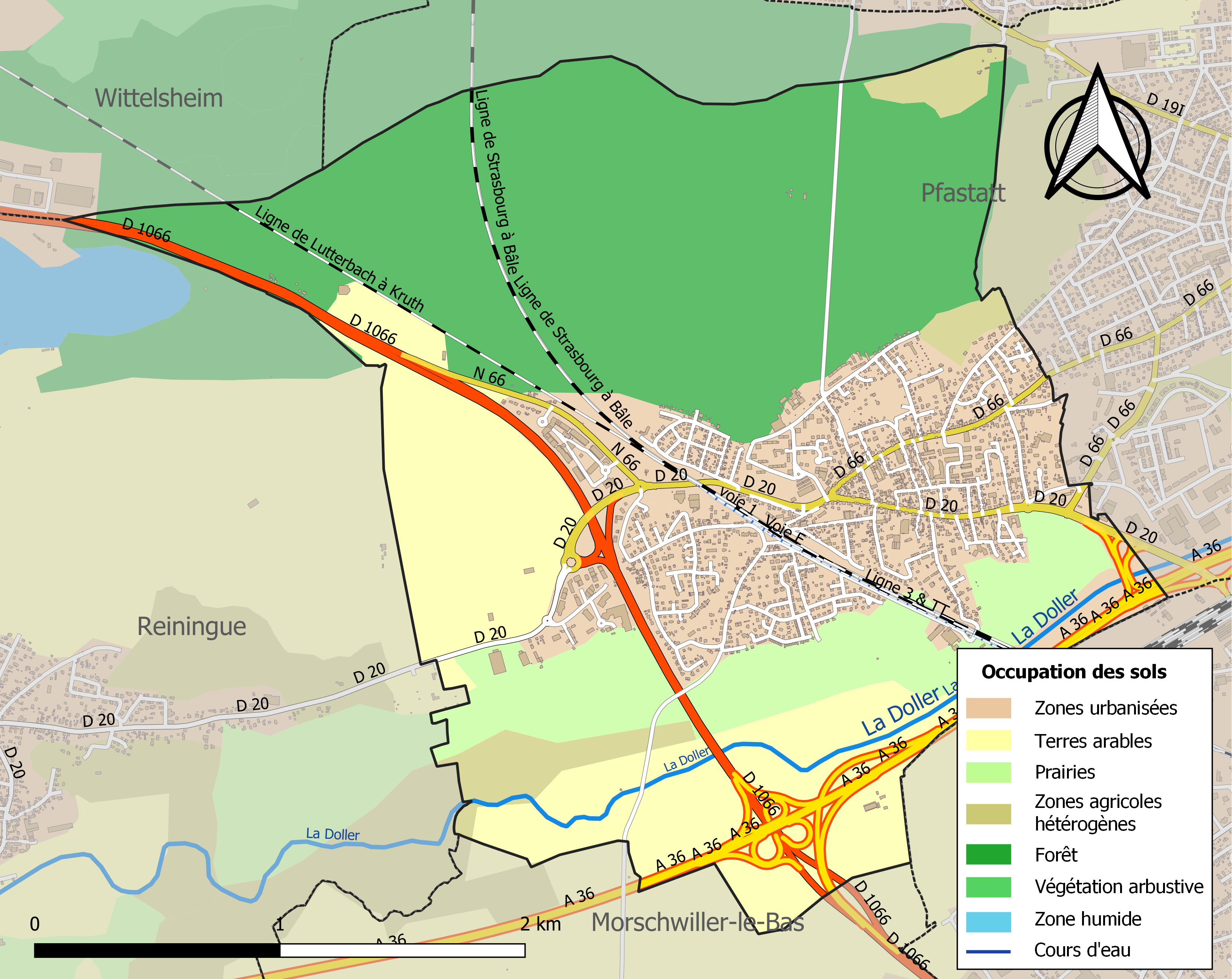
吕特巴克土地利用情况地图

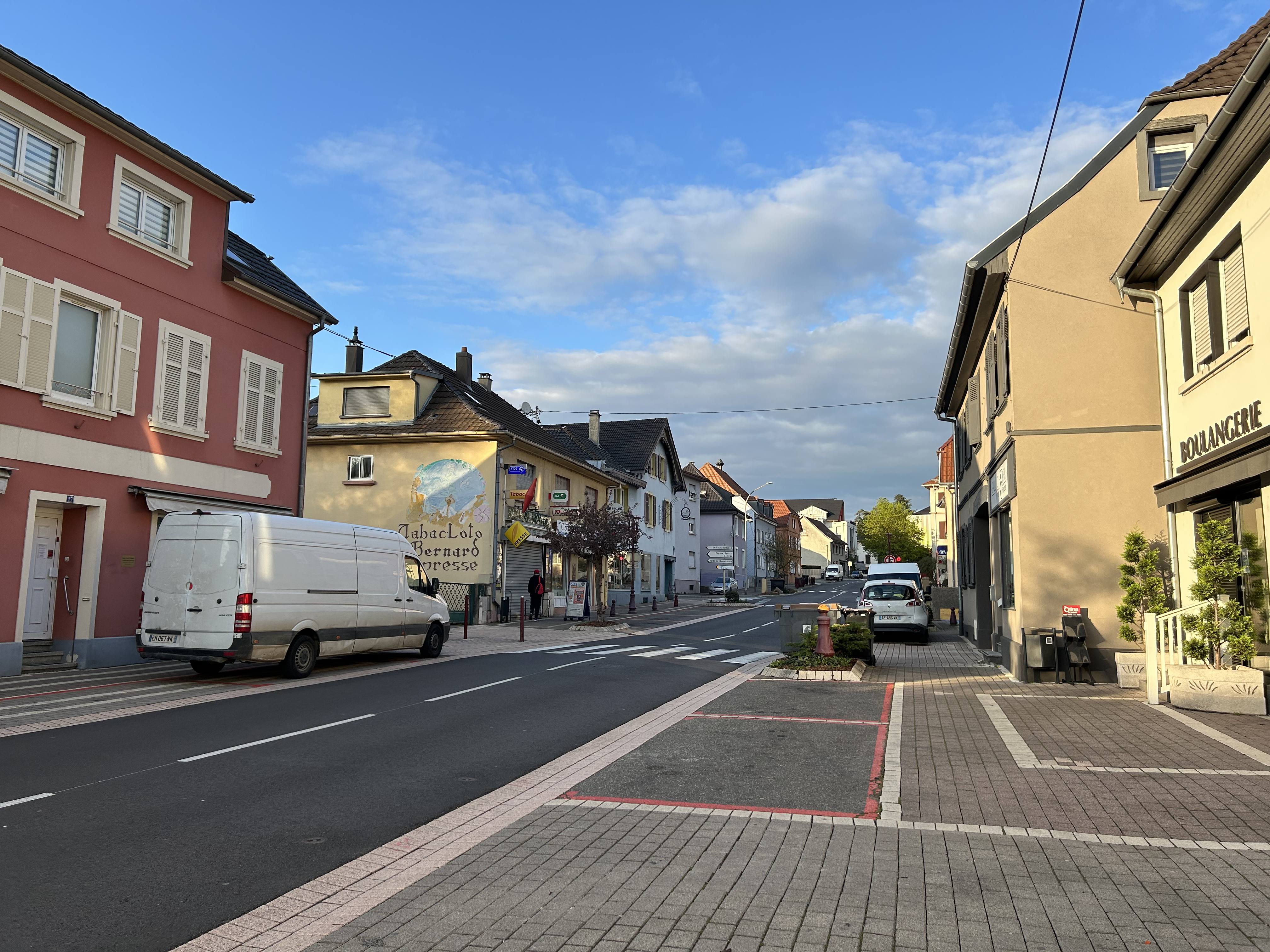
白里安街

### 教育
吕特巴克属于斯特拉斯堡学区。截至2021年1月1日，吕特巴克境内共有3所幼儿园、1所小学和1所初级中学。2021至2022学年度，吕特巴克境内共有在校中等教育阶段学生634名。

### 医疗
截至2021年1月1日，吕特巴克境内共有全科医生3名、保健师4名、牙医4名和护士5名。境内共有药房1家、养老院2家、残疾人帮扶中心2家。
距离吕特巴克最近的区域性医疗机构为“米卢斯-南阿尔萨斯地区医疗集团”（Groupe Hospitalier de la région de Mulhouse et Sud Alsace），其主病区埃米尔·穆勒医院（Hôpital Emile Muller）位于米卢斯市区南部，距离吕特巴克市区的正常车程大约16分钟，该院设有床位961个，是当地规模最大的公立综合性医院。

### 住房
2020年，吕特巴克境内共有各类住房3,064套，其中40.2%为独立式居民区，58.8%为集中式居民区。常住房屋占吕特巴克市镇范围内居民建筑总量的93.0%。
在住房保障政策方面，2022年，吕特巴克境内共有560户家庭获得了住房经济补助，受益人数占总人口数量的9.2%，其中544份为房租补助。

### 商业
2021年，吕特巴克境内共有各类实体商铺114家，其中餐厅16家、大型超市1家、面包房4家、肉铺2家、书店1家、装饰品店5家、银行门店2家、美容美发店7家、汽车维修店6家。吕特巴克镇中心建有一家家乐福便民超市。

### 体育
2021年，吕特巴克境内共有1间体育馆、7处网球场、1处足球或橄榄球场以及3处篮球或排球场。
截至2023年12月，吕特巴克体育会（AS Lutterbach，编号504162）是吕特巴克境内唯一的一家注册足球俱乐部，其主队2023至2024赛季参加阿尔萨斯足球联赛甲组（法国第九级别），其主场为森林球场（Stade de la Forêt）。

### 环境
吕特巴克的环境事务由其所属的米卢斯阿尔萨斯城市圈公共社区联合各级政府协调负责。2021年，吕特巴克境内共有1家污染企业。

### 治安
2021年，吕特巴克市镇范围内共有1处宪兵队。
吕特巴克及其附近的共66个市镇是米卢斯国家宪兵队（zone gendarmerie de Mulhouse）的管辖范围。2020年，该宪兵队累计记录各类案件3,814起，其中盗窃类案件1,799起，经济类案件602起，毒品交易类案件173起。

## 文化

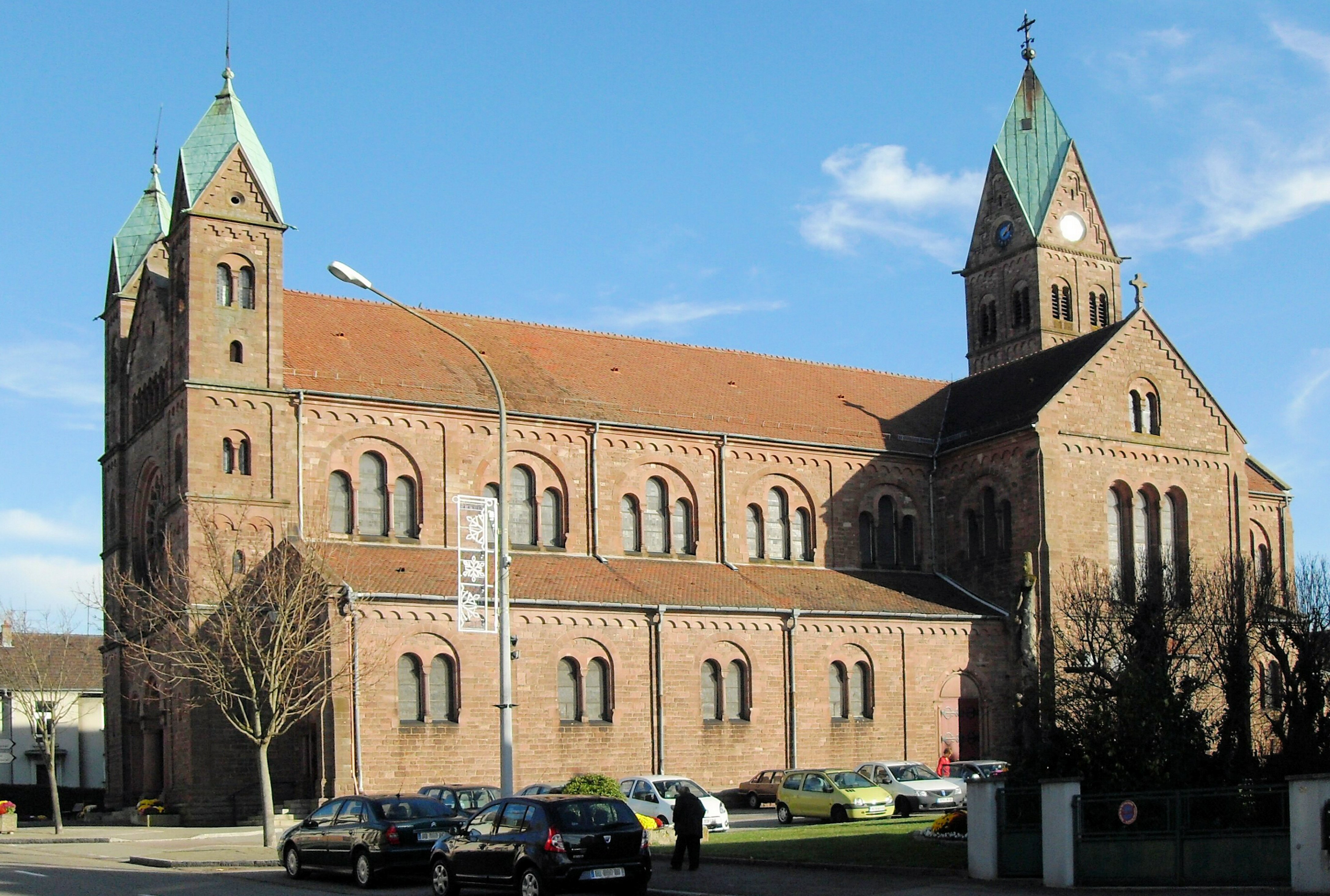
圣心大教堂

2021年，吕特巴克境内暂无任何文化设施。吕特巴克境内建有市政图书馆（Bibliothèque Municipale de Lutterbach），每周一至五向公众开放。

### 建筑
吕特巴克境内有多处历史建筑，其中圣心大教堂为法国国家文物保护单位。

### 旅游
吕特巴克的旅游事务由其所属的米卢斯阿尔萨斯城市圈公共社区联合各级政府协调负责。2023年，吕特巴克境内共有1家酒店共计53间房间。

### 媒体
法国主要的媒体均可在吕特巴克接收，法国电视三台下属的大东部大区频道在部分时段播出吕特巴克所在上莱茵省的地方新闻。《阿尔萨斯报》、《阿尔萨斯最新消息》、阿尔萨斯电视台、蓝色法兰西阿尔萨斯广播等是当地主要的地方性媒体。

## 友好城市
截至2023年12月，吕特巴克共与一座城市建立了友好城市关系：
- 科索沃 格尼拉内